# Ольшанка (Чудновский район)
О́льшанка (укр. Ві́льшанка) — село в Чудновском районе Житомирской области Украины.
Расположено в 4 км от районного центра Чуднова и в 55 км от Житомира.

## История
Население по переписи 2001 года составляет 2007 человек. Почтовый индекс — 13224. Телефонный код — 4139. Занимает площадь 4,186 км².
Чудновский цикоросушильный завод, выпускающий растворимый цикорий, расположен на территории села у железной дороги, соединяющей ст. Козатин и ст. Шепитовку.
В селе находится железнодорожная станция Юго-Западной железной дороги Укрзализныци Чуднов-Волынский. Напротив ж/д вокзала стоят две водонапорные башни, построенные во время войны 1941—1945 годов. В селе ещё сохранились руины Чудновского пивзавода, построенного чехами-поселенцами в середине XIX века.

## Адрес местного совета
13224, Житомирская область, Чудновский р-н, с. Ольшанка, ул. Короченская, 1
Председатель, Фищук Любовь Сергеевна.